# 나카리아과
나카리아과(Naccariaceae)는 진정홍조강 갈고리풀목에 속하는 홍조류과의 하나이다. 3속 8종으로 이루어져 있다.

## 하위 속
- Ardissonea - 유일종 A. robusta
- 나카리아속 (Naccaria) - 5종
- 레티쿨로카울리스속 (Reticulocaulis) - 2종